# Lou Adler

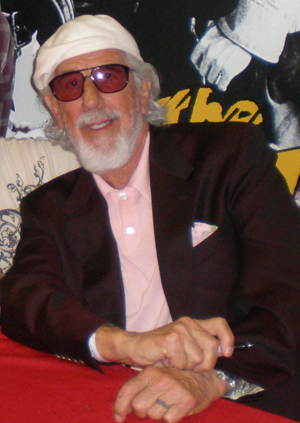
Lou Adler

Lou Adler (Chicago, 13 december 1933) is een Amerikaans platen- en filmproducent. 
In de late jaren vijftig en vroege jaren zestig was Adler, samen met Herb Alpert, manager van het duo Jan & Dean. Onder het pseudoniem "Barbara Campbell" schreven de twee bovendien een aantal nummers waaronder hits als Only Sixteen van Sam Cooke. In 1964 richtte hij de platenmaatschappij Dunhill Records op, die vooral na het aantrekken van de groep The Mamas and the Papas erg succesvol werd. In 1966 verkocht hij de maatschappij aan ABC. In 1967 was Adler een van de initiatiefnemers achter het Monterey Pop Festival en de producent van de film over dit festival. Een jaar later richtte hij zijn tweede platenlabel op, Ode Records. 
Artiesten en groepen waar Adler mee werkte als manager en/of producer zijn onder anderen Carole King, Johnny Rivers, Jimi Hendrix, Spirit en Cheech & Chong. In de jaren zeventig ging hij zich tevens bezighouden met film; zo produceerde hij in 1976 The Rocky Horror Picture Show en regisseerde hij enkele films met Cheech & Chong.
- Biblioteca Nacional de España: XX4878246
- Bibliothèque nationale de France: cb140736236 (data)
- Gemeinsame Normdatei: 137840306
- International Standard Name Identifier: 0000 0000 7825 9267
- Library of Congress Control Number: no99079564
- MusicBrainz: 882ff7e4-d328-4169-9dbb-3aa800b9bfa5
- Nationale Bibliotheek van Israël: 987007352166905171
- Istituto Centrale per il Catalogo Unico: UBOV551398
- SNAC: w6b35p6t
- Système universitaire de documentation: 164605843
- Virtual International Authority File: 10054240
- WorldCat: E39PBJdM8HrXghQCCQMF64YByd